# Ethel Browne Harvey
Ethel (Nicholson) Browne Harvey (14. Dezember 1885 in Baltimore, Maryland – 2. September 1965 in Falmouth, Massachusetts) war eine amerikanische Entwicklungsbiologin, die wesentliche Arbeiten zur frühen Embryonalentwicklung und Musterbildung geleistet hat.

## Leben
Ethel Nicholson Browne war eines von fünf Kindern von Bennett Barnard Browne und Jennifer Nicholson Browne. Zusammen mit ihren beiden Schwestern besuchte sie die Bryn Mawr School, die erste private High School der Vereinigten Staaten exklusiv für Schülerinnen. Nach ihrem Abschluss 1902 besuchte sie das Goucher College (damals Woman's College of Baltimore). Nach dem Erlangen des Bachelorabschlusses 1906 studierte sie an der Columbia University Zoologie und Master 1907 und den Ph.D. 1913. 1915 heiratete sie den Physiologen Edmund Newton Harvey, mit dem sie zwei Kinder hatte. Ethel Browne Harvey starb 1965 in Folge einer Blinddarmentzündung.

## Wissenschaftliche Arbeit
Ethek Browne arbeitete an der Columbia University mit Thomas Hunt Morgan und Edmund Beecher Wilson.  Ihre 1913 abgeschlossene Doktorarbeit behandelte die männlichen Geschlechtszellen von Rückenschwimmern (Notonecta), was ihren Einstieg in die zellularen Mechanismen der Vererbung und Entwicklungsbiologie darstellte. In dieser Zeit wurde sie durch mehrere Stipendien, unter anderem von der Society for the Promotion of University Education for Women unterstützt.
Während ihres Studiums an der Columbia, konnte Browne 1909 zeigen, dass die Transplantation des Hypostoms von einem Süßwasserpolypen (Hydra) auf einen anderen im Wirtstier eine neue Körperachse induzieren kann. Sie nahm damit die 1924 von Hans Spemann und Hilde Mangold durchgeführten Experimente vorweg, die 1935 zur Verleihung des Nobelpreis für Physiologie oder Medizin für die Entdeckung des Spemann-Mangold-Organisators führte. Tatsächlich hatte Ethel Browne diese Arbeiten nicht nur als erste durchgeführt und ihre Bedeutung erkannt, sondern ihre Arbeiten auch Spemann zugesandt, der hier die Passagen, die die Bedeutung ihrer Arbeit betonten, markiert hatte.
In den 1930ern demonstrierte sie durch künstliche Furchungsteilungen an entkernten Seeigeleiern, dass die frühen Entwicklungsschritte hier durch cytoplasmatische Faktoren gesteuert werden und keine genetische Information aus dem Zellkern benötigen. Sie selbst bezeichnete diese Erzeugung von Seeigelembryonen ohne die Notwendigkeit einer Befruchtung als parthenogenetische Merogonie, in der Presse wurden die Arbeiten als „Erzeugung von Leben ohne Eltern“ popularisiert.
Browne arbeitete am Marine Biological Laboratory in Woods Hole, Massachusetts, an der Princeton University und am Cornell Medical College und unterrichtete an der Bennett School for Girls in Millbrook, New York, der Dana Hall School in Wellesley, Massachusetts und am Washington Square College der New York University.

## Ausgewählte Schriften
- The American Arbacia and Other Sea Urchins (1956)
- "A Study of the Male Germ Cells in Notonecta", Journal of Experimental Zoology, Jan. 1913
- "A Review of the Chromosome Numbers in the Metazoa", Journal of Morphology, Dec. 1916 and June 1920
- "Parthenogenetic Merogony or Cleavage Without Nuclei in Arbacia puntulata ", Biological Bulletin, Aug. 1936
- "Fertilization", Encyclopædia Britannica, 1946 and 1961.

## Auszeichnungen
- 1956 – Honorary D.Sc. from Goucher College
- Fellow der American Association for the Advancement of Science
- Fellow der L'Institut International d'Embryologie in Utrecht
- Fellow der New York Academy of Sciences
- Gewählte Trustee des Marine Biological Laboratory in Woods Hole

## Nachweise
1. 1 2 3 4 5  Donna J. Haraway, "Ethel Browne Harvey", in Barbara Sicherman and Carol Hurd Green, editors, Notable American Women: The Modern Period: A Biographical Dictionary. Volume 4 (Harvard University Press, 1980)
2. ↑  Harvey, Ethel Browne (1885–1965) | Encyclopedia.com. In: www.encyclopedia.com. Abgerufen am 7. Dezember 2020.
3. ↑  Ethel Browne Harvey, the discoverer of the ‘organiser’ phenomenon who saw Nobel Prizes ‘raining’ around her (European Marine Biological Resource Centre)
4. ↑  Howard M. Lenhoff: Ethel Browne, Hans Spemann, and the Discovery of the Organizer Phenomenon. In: Biological Bulletin. Band 181, 1991, S. 72–80, JSTOR:1542490 (englisch).
5. ↑  "1940-1954", Birth of Molecular Biology
6. ↑   Dr. Ethel Harvey, Biologist, was 79 In: The New York Times, 3. September 1965. Abgerufen am 27. November 2020
7. ↑  z. B. in Life, 13. Sept.  1937, S. 7; New York Herald Tribune, 28. Nov. 1937, S. 1, 32; New York Times, 28. Nov. 1937, S. 1, 41; Newsweek, 6. Dez. 1937, S. 36–37; Time, 6. Dez. 1937, S. 32, alle zitiert in Haraway.

| Personendaten    | Personendaten                                       |
| ---------------- | --------------------------------------------------- |
| NAME             | Harvey, Ethel Browne                                |
| ALTERNATIVNAMEN  | Harvey, Ethel Nicholson Browne (vollständiger Name) |
| KURZBESCHREIBUNG | amerikanische Entwicklungsbiologin                  |
| GEBURTSDATUM     | 14. Dezember 1885                                   |
| GEBURTSORT       | Baltimore, Maryland                                 |
| STERBEDATUM      | 2. September 1965                                   |
| STERBEORT        | Falmouth, Massachusetts                             |